# Acalypha leicesterfieldiensis
Acalypha leicesterfieldiensis är en törelväxtart som beskrevs av Radcl.-sm. och Rafaël Herman Anna Govaerts. Acalypha leicesterfieldiensis ingår i släktet akalyfor, och familjen törelväxter. Inga underarter finns listade i Catalogue of Life.